# آلبرت هرتر
آلبرت هرتر (زاده ۲ مارس ۱۸۷۱ – درگذشته ۱۵ فوریه ۱۹۵۰) نقاش، تصویرگر، دیوارنگار و طراح داخلی آمریکایی بود. او در شهر نیویورک متولد شد، در لیگ دانشجویان هنر نزد جیمز کارول بکویث و سپس در پاریس نزد ژان پل لورن و فرناند کورمون تحصیل کرد.
او از خانواده ای هنری بود. پدرش کریستین هرتر (1839 – ۱۸۸۳)، شرکت برادران هرتر، یک شرکت برجسته طراحی داخلی و مبلمان در نیویورک را تأسیس کرد. برادران هرتر در سال ۱۹۰۶ تعطیل شدند و آلبرت در سال ۱۹۰۹ هرتر لومز را تأسیس کرد، یک شرکت طراحی و تولید ملیله و پارچه که به نوعی جانشین شرکت پدرش بود.

## شخصی
او در پاریس با یک دانشجوی هنر آمریکایی به نام ادل مک گینس آشنا شد. آنها در سال ۱۸۹۳ ازدواج کردند و صاحب سه فرزند شدند: اوریت آلبرت (۱۸۹۴ &#x۲۰۱۳; ۱۹۱۸)، کریستین آرچیبالد (۱۸۹۵ &#x۲۰۱۳; ۱۹۶۶) و لیدیا آدل (۱۸۹۸ &#x۲۰۱۳; ۱۹۵۱). این زوج در ژاپن به ماه عسل رفتند، سپس برای اولین سالهای ازدواج خود به پاریس بازگشتند. در سال ۱۸۹۸ آنها به ایالات متحده بازگشتند و یک ویلا به سبک مدیترانه ای به نام "نزدیک برگزیده" (که بعدها "The Creeks" نامیده شد) در ایست همپتون، نیویورک، با یک استودیو برای هر یک از آنها ساختند. مادر هرتر عمارتی به نام «ال میراسول» در سانتا باربارا، کالیفرنیا ساخت، که خانواده زمستان‌ها را در آنجا سپری کردند. پس از مرگ مادرش، هرتر و همسرش عمارت را بازسازی کردند و آن را به یک هتل بوتیک تبدیل کردند. پسر اوریت و دخترش لیدیا نیز هنرمند شدند اگرچه اوریت در سن ۲۴ سالگی در جنگ جهانی اول کشته شد. پسر کریستین یک سیاستمدار شد و به عنوان فرماندار ماساچوست و بعداً وزیر امور خارجه ایالات متحده در زمان دوایت دی. آیزنهاور خدمت کرد. ادل هرتر یکی از اعضای مؤسس کلوپ جهان وطنی شهر نیویورک بود و از او به عنوان نقاش طبیعت بی جان و پرتره‌های "جامعه" یاد می‌شود.

## تصاویر
او جلدهای مجله مجله خانه بانوان و مجلات دیگر را نقاشی کرد و تعدادی کتاب را تصویرسازی کرد. او چندین پوستر جنگ جهانی اول خلق کرد.

## ملیله
اگرچه آقای هرتر یک نقاش حرفه ای است، اما به شدت از بافت ملیله که با کار شخصی در بافندگی ساخته شده‌است، قدردانی می‌کند. به خصوص باید مجموعه ای از ۲۶ پانل که اکنون در دستگاه‌های بافندگی وجود دارد، جالب باشد، که داستان نیویورک را به روزهایی بازمی‌گرداند که پیتر استیوسانت پیپ ساقه بلند خود را دود می‌کرد و به هلندی نفرین می‌کرد."
- داستان نیویورک (۱۹۱۲) - ۲۸ پانل، هتل مک آلپین، شهر نیویورک.
- جنگ صلیبی بزرگ (۱۹۲۰)، موزه هنر کرنبروک، بلومفیلد هیلز، میشیگان.[۵]

## طراحی داخلی
هرتر برای تئاتر لوو وارفیلد (۱۹۲۳) در سانفرانسیسکو، فضاهای داخلی احیای استعمار اسپانیا را طراحی کرد، از جمله نقاشی دیواری از رقصندگان به سبک اسپانیایی در بالای محوطه. او فضاهای داخلی معماری احیای بیزانس را برای تئاتر مارتین بک برادوی (۱۹۲۴) در شهر نیویورک طراحی کرد، که در سال ۲۰۰۳ به تئاتر آل هیرشفلد تغییر نام داد.

## نهرها
در سال ۱۸۹۴، به عنوان هدیه عروسی مادر داماد، مری مایلز هرتر، این زوج ۷۰-جریب-فرنگی (۲۸۰٬۰۰۰-متر-مربع) دریافت کردند. قطعه زمین بین بزرگراه مونتاک و برکه جورجیکا، در شرق همپتون، لانگ آیلند. در سال ۱۸۹۹، آنها «نهرها» ویلایی ۴۰ اتاقه به سبک مدیترانه ای را ساختند که توسط معمار گروسونور آتربری طراحی شده بود. این املاک حدود یک مایل اسکله در خور جزر و مد داشت. ویلا شامل استودیوهای هنرمندان «او و او» بود تا هر کدام فضای کاری خود را داشته باشند. آدل هرتر باغ‌های وسیع را طراحی کرد. در سال ۱۹۱۲، آلبرت هرتر یک استودیوی بزرگتر ساخت، فضایی به ابعاد ۵۶ در ۳۵ فوت که به عنوان یک تئاتر خصوصی دو برابر شد، «جایی که انریکو کاروسو، ایزدورا دانکن و آنا پاولوا اجرا می‌کردند.»